# ジュナイディ・アリフ
ワン・ムハマド・アリフ・シャハルディン・ビン・ワン・ジュナイディ（英語:  Wan Muhammad Arif Shaharuddin bin Wan Junaidi、2002年6月6日 - ）は、マレーシアの男子バドミントン選手。

## 経歴
同い年のムハマド・ハイカルとペアを組み、BWF世界ランキング最高位は38位まで到達した。
2023年6月からは2歳年上のヤプ・ロイキンとペアを組む。
2024年3月のスペイン・マスターズでは準優勝を果たした。